# Kinh Đô ngự sở

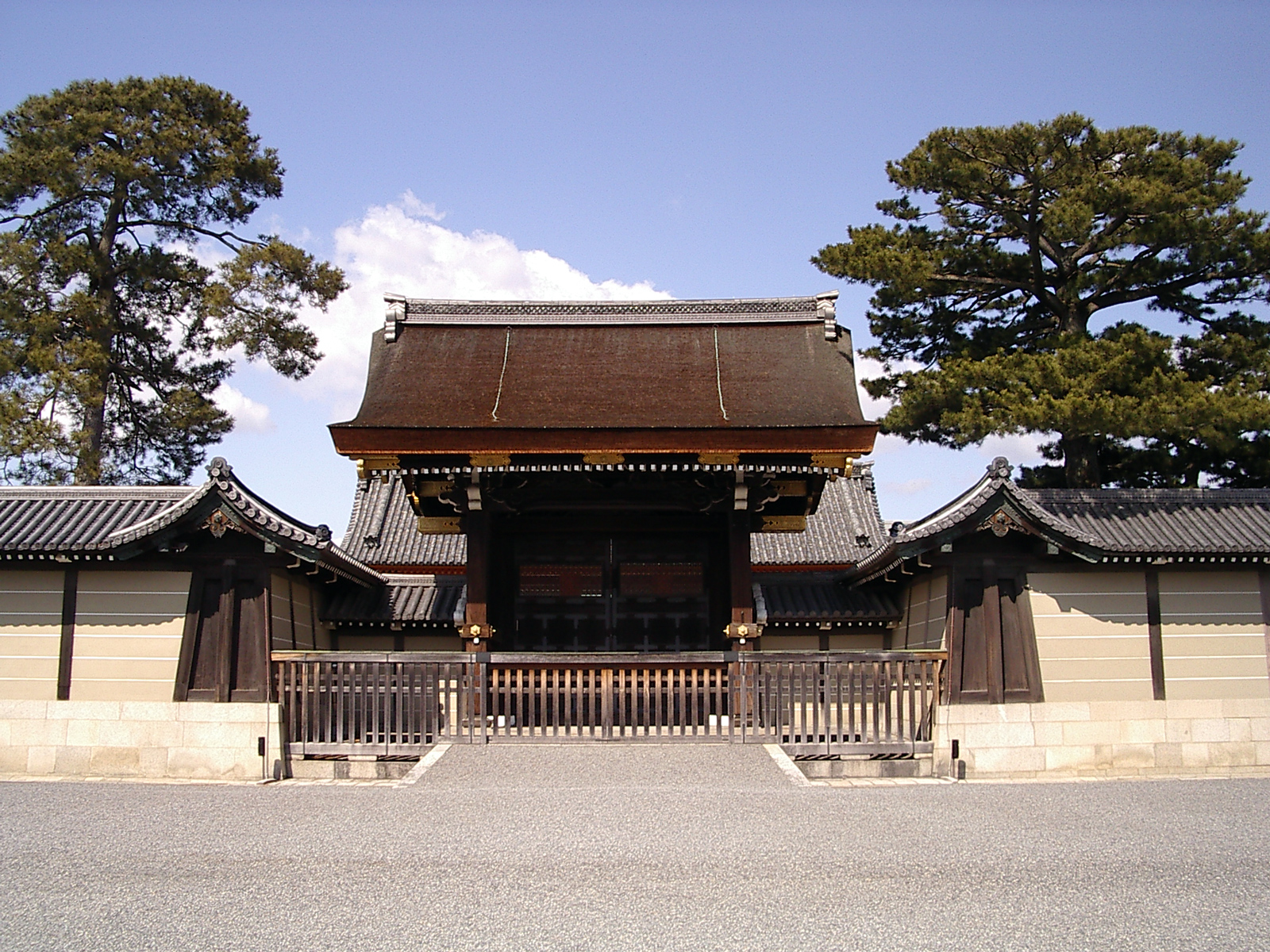
Kiến Lễ Môn, chính môn phía Nam và mặt tiền của Ngự sở Kyōto

Kinh Đô ngự sở hay Ngự sở Kyōto, 京都御所 (/ きょうとごしょ Kyōto Gosho) là triều đình cai trị trên danh nghĩa của Nhật Bản từ năm 794 Công Nguyên cho đến thời Minh Trị (1868–1912), sau đó triều đình dời đô từ Kyōto (trước đó là Heian-kyō) đến Tokyo (trước đó là Edo) và sáp nhập vào chính quyền Minh Trị. Khi triều đình được Thiên hoàng Hoàn Vũ (737-806) chuyển từ Nagaoka đến Kyōto thì các cuộc tranh giành quyền lực ngai vàng vốn là đặc trưng của thời Nại Lương đã giảm bớt. Kyōto được chọn làm địa điểm xây dựng triều đình vì địa thế nhiều sông núi "thích hợp", được cho là môi trường xung quanh tốt lành nhất cho kinh đô mới. Bản thân kinh đô được xây dựng phỏng theo Trường An, bám sát các lí thuyết âm dương. Nhóm người nổi bật nhất trong triều đình là tầng lớp công gia (kuge), là giai cấp thống trị xã hội thực thi quyền lực thay mặt Thiên hoàng.
Kyōto từ chỗ là trung tâm chính trị, kinh tế và văn hóa bắt đầu bị thách thức vào thời kì sau năm 1185 do sự trỗi dậy của Mạc phủ dần dần nắm quyền quản lí từ Thiên hoàng. Minamoto no Yoritomo là vị tướng đầu tiên lập ra chức shōgun như cha truyền con nối, tự phong danh hiệu này vào năm 1192. Sau khi Yoritomo lập ra Mạc phủ, quyền lực chính trị thực sự nằm trong tay các shōgun, đại diện các nước phương Tây nhiều lần nhầm lẫn shōgun với Thiên hoàng Nhật Bản. Mạc phủ Kamakura (鎌倉幕府 (Liêm Thương Mạc phủ) Kamakura bakufu) tồn tại đến gần 150 năm, từ năm 1185 đến năm 1333.